# Ljubomir Tomović
Ljubomir Blažov Tomović (Polja Kolašinska, 20. jul 1925 — Beograd, 24. decembar 2012) bio je jugoslovenski i srpski advokat, dugogodišnji član Advokatske komore Srbije, novinar i sekretar Odbora veterana graditelja Novog Beograda.

## Detinjstvo i mladost
Ljubomir Tomović rođen je 20. jula 1925. u Poljima kolašinskim, srez Kolašinski,Kraljevina Srba, Hrvata i Slovenaca Otac Blažo rano je poginuo a majka Milica(rođ.Rakočević) je napustila porodicu usled nesuglasica te su Ljubomira odgajali deda Đorđije,istaknuti ratnik i baba Marica(rođ.Anđelić). Deda je Ljubomira vaspitao u patrijarhalnom duhu i učio o kučkom poreklu, istaknutim ratnicima i porodičnoj tradiciji. Ljubomir je imao dva strica(Baja-učitelja i Đokaša-rez. oficira Jugoslovenske vojske) koji su bili pristalice Davidovićeve Demokratske stranke , i tri tetke sa kojima je živeo u kući koju je sagradio njegov predak Mijailo, unuk Toma Ivanovića, rodonačelnika Tomovića.
Osnovnu školu zazvršio je u Poljima da bi 1937. upisao prvi razred Bjelopoljske gimnazije.Po izbijanju rata 1941. primoran je da napusti školovanje.Za vreme sukoba bio je u stalnoj opasnosti pa ipak je pisao levičarske tekstove i organizovao omladinske priredbe, iako su Tomovići bili naklonjeni četnicima. Bez obzira na to, ostao je u dobrim odnosima sa familijom.U međuvremenu je počeo da piše za Tanjug kao jedini saradnik te agencije za severnu Crnu Goru. Na kraju rata, priznato mu je učešće u borbi protiv okupatora i ostao je zadovoljan političkom situacijom mada je tragično stradao njegov stric Đokaš kao četnik dok je drugi stric, Bajo nepravedno osuđen. 1945. nastavlja školovanje u Kolašinskoj gimnaziji dok maturira u Beranu 1948.

## Posleratni period
1948. dobija ponudu od direktora Tanjuga Aleksandra Obradovića Leka da se zaposli za stalno u toj agenciji.Zapošljava se u redakciji u Beogradu i upisuje studije na Novinarsko diplomatskoj školi.Iste godine paralelno upisuje Pravni fakultet. Bio je učesnik nekih od najvećih radnih akcija izgradnja pruge Brčko-Banovići, pruge Nikšić-Titograd kao i izgradnje Novog Beograda. 1949. dobija udarničku značku i pismenu zahvalnicu za entuzijazam pokazan u tim zajedničkim akcijama. Pisao je i za listove Omladina i Borba. Zajedno sa još nekoliko kolega osniva za vreme radnih akcija list Novi Beograd čiji je cilj bio upoznavanje javnosti sa ovim dešavanjem. Od gimnazijskih dana bio je obuzet levičarskim idejama. Međutim krajem 1949. nakon definitivnog raskola između Tita i Staljina Ljubomir je kao pristalica Rusije uhapšen i ubrzo odveden na Goli Otok.Tamo je proveo preko dve godine. Nakon odslužene kazne vraća se za Beograd i zapošljava u Trudbeniku završavajući Pravni fakultet 1956. godine.

## Advokatura
Ljubomir je bio fasciniran advokaturom još od mlađih dana a osećaj za pravdu mu je prema sopstvenim rečima usadio deda Đorđije koji je više puta biran za predsednika Suda dobrih ljudi- običajne institucije koja je igrala ulogu suda u manjim mestima u Crnoj Gori sve do Drugog svetskog rata.Na fakultetu se posebno zanimao za privatno pravo.Nakon diplomiranja 1956. počinje da radi kao pripravnik kod uglednog advokata Milovana Vukovića. Nakon položenog pravosudno-advokatskog ispita otvara kancelariju u Beogradu 1962. i počinje samostalnu karijeru. Za svog radnog veka dugog skoro pedeset godina ostavio je traga u beogradskom i srpskom advokatskom krugu zastupajući više velikih preduzeća.Takođe je zastupao i javne ličnosti.Važio je za vrlo komunikativnu osobu, dobrog retora i za odlično potkovanog profesionalca. Proveo je i preko dvadeset godina u radu u organima Advokatskih komora Beograda i Srbije. Iz njegove kancelarije izašlo je preko dvadeset advokata koji su po sopstvenim rečima etičke norme važne za svoju profesiju usvojili Ljubomirovom zaslugom.Većina njih i dalje je u radnom odnosu kao medijski vrlo prepoznatljivi advokati. Ljubomir Tomović završio je svoj radni vek 2002. godine primanjem povelje Advokatske komore Srbije u znak zahvalnosti za sve što je učinio za srpsku i jugoslovensku advokaturu.

## Ostale aktivnosti
Izabran je za sekretara Odbora veterana graditelja Novog Beograda koji je dugo godina predstavljao.Zato je 2011. pozvan da prisustvuje svečanom otvaranju Mosta na Adi od strane gradonačelnika.Više puta je bio pozivan na različite svečanosti na Novom Beogradu pa je tako pozvan i da simbolično zasadi jelku u novobeogradskom parku.Dosta je radio na održavanju kontakata između bratstava Tomovića, Bakovića, Ivanovića i Đurđevića kao i prijateljskih plemena( Rovci). Organizovao je sabore Tomovića u Poljima i Beogradu pa je 2007. držao pozdravni govor kao najstariji Tomović.
Još od gimnazijskih dana voleo je da piše. Naročito je voleo poeziju.Uzori su mu bili Petar II Petrović Njegoš, Jovan Jovanović Zmaj, Milan Rakić, Aleksa Šantić i dr. Objavio je autobiografsku knjigu Potomstvu na znanje, zbirku pesama Vrela voda na valove i knjigu Od Kuča do Polja kolašinskih koja se tiče porekla Tomovića i njihovih zajedničkih sabora.Mnoge njegove pesme ostale su neobjavljene.Voleo je da putuje, dosta u daleke zemlje.

## Porodica
Odrastao je kao jedinac uz podršku dede Đorđija, istaknutog borca iz Prvog svetskog i Balkanskih ratova i babe Marice.Po majci ima dve sestre i dva brata.U njegovom odgajanju učestvovala je puno i tetka Zagorka.Venčavao se četiri puta.Iz prvog braka ima dvoje dece dok iz trećeg sa Radmilom Dukić, ćerkom Dimitrija Dukića, sudije vrhovnog suda kraljevine Jugoslavije, ima jedno.Poslednji brak imao je sa Milenom, ćerkom beogradskog predratnog ugostitelja Sredanovića.
Ljubomir Tomović umro je 24. decembra 2012. u 88. godini života i sahranjen u porodičnoj grobnici na Topčiderskom groblju.U njegovu čast održana je komemoracija u Advokatskoj komori gde su o njemu govorile ugledne kolege, između ostalih Veljko Guberina, Toma Fila i Dragan Krgović.